# Kumi odori
 (mars 2014).
Le kumi odori (組踊, okinawaïen : kumi wudui) est une forme de danse narrative traditionnelle des îles Ryūkyū. Kumi odori ou Kumi wudui signifie « combinaison de danse » ou « ensemble de danse ».
Originaire de Shuri, capitale de l'île d'Okinawa en 1719, la fonction première de cette danse est d'amuser et de divertir, ce qui est appelé ukwanshin, les diplomates chinois en visite à Okinawa. Tamagusuku Chōkun, courtisan de Ryūkyū (1684-1734), est crédité de la création du kumi odori comme une démonstration fréquemment présentée devant la cour. Fusion de plusieurs types de danse d'Asie de l'Est, le kumi odori continue d'occuper une place dans la culture d'Okinawa, et est maintenant reconnu par le gouvernement japonais comme bien culturel immatériel. Le kumi odori est inscrit en 2010 au patrimoine culturel immatériel de l’humanité de l'UNESCO sous le titre « Le Kumiodori, théâtre traditionnel musical d’Okinawa ». Cela reste aujourd'hui un excellent exemple de l'art indigène soutenu par les habitants d'Okinawa.

## Contexte historique et politique
La préfecture d'Okinawa est composée de plus de 140 îles, dont 40 habitées, qui se trouvent sous les îles japonaises principales les plus méridionales. Point de discorde au fil des ans, la propriété d'Okinawa a souvent été contestée par les grandes puissances. L'île d'Okinawa est gouvernée par les seigneurs de guerre appelés soit aji ou anji et unifiée sous le règne de Shō Hashi au début du XVe siècle (Smits 90). Finalement Okinawa conquiert les autres îles Ryūkyū et étend son petit royaume. Le commerce est en plein essor en Asie de l'est à la fin du XVe et début du XVIe siècle et la position intermédiaire d'Okinawa permet de favoriser les relations avec le Japon et la Chine. Une fois que le commerce diminue, Ryūkyū fait face à la menace d'invasion par le Japon. En 1609, le domaine de Satsuma prend le contrôle du royaume de Ryūkyū afin de profiter de ses liens avec la Chine mais ne le dirige que de manière indirecte jusqu'aux années 1870 (Smits 91). Par coïncidence, cela sert à promouvoir la culture chinoise. L'ambiguïté du statut politique des Ryūkyū sous contrôle japonais est un débat qui concerne presque toute l'élite. Même si elle est sous domination japonaise et que ses dirigeants en sont conscients, elle maintient son autonomie jusqu'en 1879 (Smits 107). À cette époque, les Ryūkyū commencent à passer sous un contrôle japonais plus formel et avec la restauration de Meiji en 1868, elles deviennent une préfecture du Japon  puis sont occupées par les États-Unis de 1945 à 1972. En 1972, elles sont finalement retournées au Japon en raison de l'augmentation progressive du contrôle japonais.
Le kumi odori naît des nécessités diplomatiques. En 1372, le roi Satto de Chozan consent à suivre le système d'hommage avec la Chine et, dans le cadre de ce système, des envoyés chinois s'installent à Okinawa pendant environ six mois par an chaque fois que la succession d'un nouveau roi doit être confirmée par l'empereur chinois (Foley 2). Il est essentiel que ces visiteurs importants se divertissent de sorte que le kumi odori  est développé en 1719 par le odori bugyō ou ministre de la danse, Tamagusuku Chokun. Nommé à ce poste en 1715, sa principale responsabilité est de commander des divertissements pour les somptueux banquets organisés pour les émissaires en visite. Il a déjà fait cinq voyages au Japon, en s'arrêtant à la fois à Satsuma et Edo (l'actuelle Tokyo). Il étudie sur place tous les beaux-arts et acquiert des connaissances sur le kyogen, le kabuki  et le théâtre nô, ce qui influence considérablement son travail (Foley 3). Il est aussi inspiré par les arts chinois et à cette époque, la littérature chinoise, le confucianisme et même le sanshin, instrument de musique plus tard adapté pour les performances de kumi odori, sont absorbés dans la culture d'Okinawa (Foley 2). Le kumi odori est mis en scène pour la première fois lors du banquet Choyo au printemps de 1719 : Shushin kaneiri (« Possédée par l'amour, elle prend possession de la cloche du temple ») et Nido tekiuchi (« La revanche des enfants ») , qui sont les premières œuvres de Chokun, sont jouées par des aristocrates et restent une partie importante du répertoire jusqu'à aujourd'hui.
Avec la chute du shogunat Tokugawa et l'augmentation de la domination Meiji en 1868, le kumi odori est presque oublié. Les aristocrates qui bénéficiaient auparavant du luxe du temps et de l'argent qui leur permettaient d'étudier la danse de cour sont désormais peu nombreux mais, grâce à quelques personnalités notables, la danse se transmet par delà les générations et est jouée pour le grand public. Même les gens ordinaires ont maintenant la chance d'entrer dans les écoles et de devenir des artistes (Thornbury 233). Après que l'occupation américaine d'Okinawa a pris fin et qu'Okinawa a été rétrocédée au Japon en 1972, il y a une renaissance de toutes les formes d'art autochtones. Le soutien japonais aux arts locaux d'Okinawa est source de bien des débats. Bien que la culture d'Okinawa a été supprimée par le gouvernement japonais pendant la guerre, le 15 mai 1972 le kumi odori est proclamé patrimoine culturel immatériel d'importance nationale ou kuni no juyo mukei bunkazai  en vertu de la loi sur la protection des biens culturels ou bunkazai Hogoho. Le kumi odori est le cinquième art de représentation sélectionné en tant que tel, rejoignant le gagaku (musique de cour ancienne), le bunraku (théâtre de marionnettes), le nô et le kabuki (autres danses traditionnelles japonaises) comme des entités à part entière. Après leur création, Gidayu bushi', tokiwazu bushi, Itchu bushi, kato bushi, Miyazono bushi et ogie bushi - tous arts ou formes de narration musicale - se joignent aux cinq précédents dans cette prestigieuse catégorie (Thornbury 233-234). Après une décennie de pétition pour la création d'un complexe des arts destiné à abriter les arts indigènes de la préfecture, le Théâtre national d'Okinawa  est construit à Urasoe-shi, près de la ville de Naha en 2004. Les raisons n'en sont pas tout à fait claires mais en dépit des pénuries de financement du gouvernement, les fonctionnaires de Tokyo acceptent de soutenir le projet. Non seulement le théâtre confère-t-il de l'importance à la ville d'Okinawa mais c'est aussi une attraction touristique, ce qui donne une base plus rationnelle à leur soutien (Thornbury 243).

## Éléments de style
Le kumi odori est un mélange de styles de danse qui ont leurs racines dans les méthodes okinawaiennes, chinoises et japonaises. En plus de cela, il intègre des particularités de danses religieuses, le kami Ashibi ou le chondara et des chants umui qui autrefois prévalaient dans les villages (Foley 2). Véritable pot pourri, il fusionne musique, chant, récit et danse afin d'obtenir un effet dramatique. Exécuté à l'origine par une distribution entièrement composée d'hommes d'origine aristocratique, il est aujourd'hui également joué par des femmes qui prennent généralement le rôle des femmes ou de jeunes hommes. Dans le passé, la distribution dépendait grandement du type de corps et les hommes plus petits jouaient ces rôles.
Les mouvements du kumi odori sont très lents et réfléchis. Il n'y a pas de morceaux de bravoure ni de prouesses évidentes de difficulté mais la complexité des pas réside plutôt dans sa sobre simplicité (Foley 6). Très stylisé, le glissement des pieds caractéristique passe pour être l'un des pas les plus difficiles à maîtriser. En ballet classique, on dit qu'il est plus difficile de vraiment maîtriser les bourrées (petits pas successifs en pointe qui se déplacent sur le sol) qu'il ne l'est d'achever de multiples pirouettes, bien que ces dernières peuvent paraître plus impressionnantes, et la même notion s'applique ici. D'une manière générale, plus un pas semble facile, plus il est difficile à réaliser. Il existe trois niveaux dodori (danse) : actions réalistes, actions émotionnelles et danses au sein d'une danse. La marche caractéristique mentionnée plus haut est un exemple d'une action réaliste destinée à raconter une histoire. L'ajout de pas de danse à ces actions comprend le deuxième niveau et l'inclusion de danses de voyage (ou michiyuki) dans l'histoire complète le troisième niveau (Foley 7). Cette situation est commune dans de nombreuses formes de danse, en particulier dans le ballet classique. L'histoire principale est souvent interrompue par des danses paysannes ou divertissements dont l'unique raison d'être est la danse elle-même, plutôt que pour promouvoir substantiellement l'intrigue. Bien que le kumi odori montre de grands parallèles avec le style de performance nô, plusieurs caractéristiques permettent de les distinguer. Tous deux présentent une mise en scène clairsemée, éliminant le besoin de décors ou paysages élaborés. Avec un matériau similaire, la structure et la qualité de la performance se font réciproquement écho. Cependant, alors que le nô traite de la pensée bouddhique, le kumi odori penche vers le confucianisme et choisit de promouvoir la modération plutôt que l'illumination. Là où les artistes nô portent généralement un masque, les artistes kumi odori expriment leurs personnages à travers le maquillage et autres moyens (Foley 3-4). Les expressions faciales sont modestes et l'émotion est représentée par les mouvements de la tête ou la pose des yeux (Foley 7). Les yeux mènent toujours la tête, et tout comme dans le ballet classique, les yeux arrivent et le reste du corps suit. Une telle attention aux détails donne une action vivante raffinée et contrôlée sans laquelle l'art cesserait de donner l'impression souhaitée.
Deux qualités définissent une bonne performance kumi odori : le kan et le konashi. Le kan est semblable à l'idée de la présence innée sur scène, quelque chose qui ne s'apprend pas. Le konashi d'autre part est le point culminant des compétences acquises par des années d'expérience. Tous les artistes doivent posséder ces deux caractéristiques afin que la représentation puisse être considérée comme bonne. L'idée de hin, ou grâce innée, est également importante (Foley 11). Cela ne vient pas immédiatement et ne peut être obtenu qu'après des années de travail acharné et d'investissement personnel. Il est dit que l'on ne peut pas être un bon interprète de kumi odori, de nô ou de kabuki avant au moins cinquante ans, ce qui est tout à fait à l'opposé des ballerines enfants privilégiées par beaucoup dans la danse occidentale. L'élément peut-être le plus important est qu'en ne se concentrant pas sur les événements passés, le style kumi odori met l'accent sur l'action présente (Foley 4). Le kabuki et le nô manquent tous deux de l'accent mis sur la musique qui est si importante dans le kumi odori.

## Musique
Chokun emploie le ryuka, la poésie classique d'Okinawa, et la musique classique pour ses chansons. Les instruments comprennent généralement trois instruments à cordes : le sanshin (apporté de la Chine), le kutu et le kucho; le hanso, une flûte, et deux tambours, l'odaiko et le kodaiko. Les paroles sont généralement chantées par les joueurs de sanshin, qui sont la composante instrumentale la plus importante et des chansons sont utilisés pour rehausser l'humeur dans les situations intenses. Ces chansons sont cruciales pour la performance et souvent remplacées par des dialogues, un peu comme dans les comédies musicales de Broadway (Foley 8). À la différence de la musique animée des gens du commun d'Okinawa, cette musique est formelle et un peu austère, projetant l'idée de noblesse à travers la musique. La représentation est formelle et pleine de métaphores comme dans la littérature japonaise de l'époque. Deux styles sont présents : le chant fort, ou kyogin, réservé aux rôles masculins puissants, et le chant doux, appelé wagin ou yuwajin, utilisé pour les rôles de femmes ou de jeunes hommes (Foley 8). Il est important de noter que la plupart des chants importants sont exécutés par les musiciens. Ces derniers sont assis sur la scène ou à gauche de celle-ci pendant les spectacles, ou assis derrière une coulisse puisque la scène est ordinairement une plate-forme de 6 m, un peu comme celle du théâtre nô (Foley 9). De nos jours, les musiciens sont assis soit à gauche de la scène ou dans les ailes, ce qui conserve l'aspect épuré de l'original, et il est intéressant de noter qu'à aucun moment il n'y a plus de six acteurs sur scène (Thornbury 231).  De même, les accessoires réalistes sont évités et ils symbolisent de préférence les idées au lieu d'être pris à la lettre.

## Répertoire
Bien que près de soixante pièces kumi odori ont été recensées, Chokun reste l'auteur le plus influent. Sans surprise, l'ensemble de ses pièces sont liées d'une certaine façon au nô, ce qui est compréhensible étant donné le succès des adaptations de celles-ci au théâtre kabuki. Ses représentations durent environ une demi-heure, contrairement aux deux heures et quarante minutes de performances qui viendront plus tard (Foley 3). Ces œuvres sont généralement classées en deux groupes par sujet : pièces domestiques, appelées sewa mono et pièces historiques ou jidai mono. Les jidai mono, ou pièces de vendetta comme elles sont souvent appelées (kataki-uchi mono) reposent souvent sur le thème de la vengeance, tandis que l'amour et la dévotion filiale et la piété sont le thème  principal des sewa mono (Foley 8). Shushin kaneiri reste la pièce kumi odori la plus importante et partage de nombreuses ressemblances avec la légende Dojoji rapportée par de nombreux autres types de représentations théâtrales. « Cinq pièces de Chokun », ou Chokun no goban, sont complétées par l'ajout de trois autres pièces : Mekarushii (« Les enfants laissés pour compte »), Onna monogurui (« La Femme folle de chagrin ») et Koko no maki (« Un conte de piété filiale ») (Thornbury 232). Tasato Chochoku (1703–1773), est une autre grande figure, auteur d'œuvres durables comme Manzai tekiuchi qui signifie « Vengeance accomplie ». Ses contributions sont principalement centrées sur le thème de la vengeance, qui à son tour traite de la loyauté et du dévouement. Il écrit aussi certaines pièces comiques (Thornbury 232). Cinq nouveaux kumi odori sont créés en 2001 par Tatsuhiro Oshiro première grande tentative de réorganiser le répertoire depuis 1976. Cette même année 1976, Kin Ryosho, célèbre interprète et professeur de kumi odori termine sa modification de certaines parties d’œuvres antérieures, ce qui est inévitable quand une forme d'art est transmise de génération en génération. Kin Ryosho (金武良章, 1908–1993) enseigne le kumi odori aux deux sexes dans son studio à Naha. Lui-même a été formé par son père, Kin Ryojin (1873–1936), étudiant d'Amuru (un pechin), célèbre interprète dans le dernier ukwanshin en 1866. Noho Miyagi (宮城能鳳) est l'autre interprète et danseur kumi odori notable du XXe siècle. Après avoir étudié auprès de Genzo Tamagusuku, il enseigne à l'Okinawa Geino Daigaku (Université des arts), où il fournit à ses étudiants la possibilité d'acquérir les compétences nécessaires pour jouer et transmettre ce trésor culturel (Foley 237).

## Le kumi odori aujourd'hui
L'avenir de la renaissance du kumi odori est en suspens car l'âge moyen des interprètes se situe autour de soixante ans et il est difficile de susciter l'intérêt lorsque ces professionnels sont déjà occupés à enseigner et à vivre leur propre vie (Thornbury 241). La plupart des professionnels appartiennent à la Dento Kumi Odori Hozonkai et les femmes y sont plus nombreuses que les hommes, et bien que le nombre s'accroît, le manque d'implication par rapport aux années antérieures va commencer à avoir des conséquences sur cette forme d'art. Peu de gens ont de nos jours le temps ou les ressources pour consacrer pleinement leur vie à l'étude des arts de la scène classique. Avec un certain déclin de l'intérêt pour le kumi odori, les figures marquantes dans le monde de la danse japonaise estiment que cette forme de théâtre doit s'adapter afin de rester pertinente aujourd'hui. Miyagi Noho, célèbre artiste et enseignant, a déclaré que, pour survivre, le kumi odori aura besoin d'une refonte (Thornbury 241). Cela semble un exploit extraordinaire car le répertoire ne s'est pas beaucoup développé depuis les années du royaume d'antan, mais il a été démontré maintes et maintes fois que la danse a besoin de changer pour suivre les talents de ceux qui poussent ses frontières et vice-versa. Quand une forme d'art devient complaisante, l'intérêt est perdu et la vraie valeur artistique commence à s'estomper. Kin ryosho, une autre figure importante dans le monde de la danse japonaise a dit : « Quand une chose devient trop rigide, elle est morte » (Foley 11). Afin de représenter fidèlement la culture d'Okinawa, le kumi odori doit se développer et grandir avec la région tout en restant fidèle à son identité culturelle.